# Chefa Alonso
Chefa Alonso és una intèrpret musical i compositora espanyola. Toca el saxo soprano i la percussió menuda, i amb aquests instruments ha actuat en festivals internacionals de free jazz i improvisació lliure a Alemanya, Romania, Suïssa, Àustria, França, Bèlgica, Espanya, Anglaterra i Brasil. També es dedica a l'ensenyament de la improvisació i a la direcció d'orquestres d'improvisadors. Ha compost la música per a més d'una dotzena d'obres de teatre, dansa i vídeo, i manté tres grups estables: Sin Red, un quartet de poesia i música improvisada, amb el que ha editat dos discos, Sin Red i Aguacero; Uz, un trio de vents de jazz, amb el qual ha editat Tres tubos; i un duet amb Albert Kaul, pianista i clavicordiasta de Marburg, Alemanya, amb qui ha editat dos discs: El ojo del huracán i El azar fiable. És doctora en improvisació lliure i composició per la Universitat de Brunel (Londres, 2007) i ha publicat el llibre Improvisación libre. La composición en movimiento (Editorial Dos Acordes, 2008).